# 余命1ヶ月の花嫁
『余命1ヶ月の花嫁』（よめいいっかげつのはなよめ）は、一人の女性が送った闘病生活を題材とした日本のノンフィクション物語である。
2007年（平成19年）5月10日と5月11日にTBS系列の報道番組『イブニング・ファイブ』にて「24歳の末期がん」ドキュメンタリー特集として放送され、放送終了後も大反響を呼び、同年7月17日に特番『余命1ヶ月の花嫁/乳がんと闘った24歳 最後のメッセージ』が高視聴率を記録。同年12月にはそれに関した本が刊行40万部を突破した。
これをきっかけにTBSと系列各局が中心となった「ピンクリボンプロジェクト」キャンペーンが展開され、ドキュメンタリーをもとに、2009年に映画が公開、2010年には舞台が上演された。

## 概要
主人公である長島千恵は24歳ながら2007年（平成19年）4月にすでに末期の乳がんに冒されていた。宣告された余命は1ヶ月。しかし「がんと闘う自分の思いを同世代の人たちに伝えたい」と取材に応じてくれた。
彼女の最大の夢は「ウエディングドレスを着ること」であった。千恵の夢を叶えるため、彼女の恋人・赤須太郎との模擬結婚式を友人たちが計画し、2007年4月5日に婚姻届は出さずに結婚式を挙げる。
模擬結婚式の直後に容態が急変し、骨や肺にもがんが転移。そして1ヶ月後の5月6日16時42分に、彼女は24歳の若さで永眠した。

## ドキュメンタリー作品
このルポルタージュが『イブニング・ファイブ』で放送後、再放送の反響が大きかったため、2007年（平成19年）7月18日に『水トク!』の枠で、未公開映像を含めた2時間のドキュメンタリー作品として制作された。
- ナレーター： 藤原竜也
- ナビゲーター： 三雲孝江・杉尾秀哉

さらにこの反響を得て、2008年（平成20年）5月7日に、この番組を授業に取り入れた学校や、長島千恵死去後の父・長島貞士の様子を新撮したアンコール版が同じ枠で放送され、その後TBSチャンネルでも放映された。

## 映画
2009年（平成21年）5月9日にこれを題材にした映画が公開された。制作会社は東宝。

### あらすじ
2005年（平成17年）10月イベントコンパニオンをしている千恵は、幕張メッセで開催されるCEATEC JAPANでソニーのブラビア発表イベント会場で知り合った太郎と交際を始めるが、千恵は乳がんに侵され、太郎の元を離れる。太郎の千恵への想いは変わることがなく、千恵を屋久島まで追いかけ一緒に生きることを伝え、千恵も太郎と生きることを決意する。しかし千恵は乳がんを再発し、父・貞士と叔母・加代子に医師から余命1ヶ月と告知される。

### キャスト
- 長島千恵： 榮倉奈々
- 赤須太郎： 瑛太
- 長島貞士： 柄本明
- 大塚加代子： 手塚理美
- 花子： 安田美沙子
- 赤須敏郎： 大杉漣
- 太郎の母：宮田早苗
- 岡田： 津田寛治
- 奥野： 田口トモロヲ
- 上原美佐、伴杏里、安藤玉恵、小原正子、服部妙子、星ようこ、菜葉菜、池口十兵衛、弾丸ビーンズ

### スタッフ
- 監督： 廣木隆一
- 脚本： 斉藤ひろし
- プロデューサー： 平野隆
- 共同プロデューサー： 下田淳行、辻本珠子
- 音楽： 大橋好規
- 撮影： 斉藤幸一
- 照明： 豊見山明長
- 美術： 丸尾知行
- 録音： 井家眞紀夫
- 編集： 菊地純一
- VFX： 立石勝
- 特殊メイク：松井祐一
- 医療監修：海瀨博史
- スタジオ：日活撮影所
- 協力： ぱんだ会
- 宣伝協力：マガジンハウス、松坂屋、第一興商、girlswalker.com、東京ガールズコレクション
- 制作プロダクション： ツインズジャパン
- 製作統括： 加藤嘉一 (TBS)
- 共同製作統括：島谷能成、島本雄二、當麻佳成、神野智、川合敏久、松田英紀、河合洋、町田智子、喜多埜裕明、溝口博史
- 製作： "April Bride" Project（TBSテレビ・東宝・電通・毎日放送・ツインズジャパン・中部日本放送・RKB毎日放送・ハピネット・朝日新聞社・Yahoo! JAPAN・北海道放送・JNN28局）
- 配給： 東宝

### 主題歌
- 「明日がくるなら」JUJU with JAY'ED（ソニー・ミュージックアソシエイテッドレコーズ）

### 受賞
- 第34回報知映画賞助演男優賞 - 瑛太（「余命1ヶ月の花嫁」「ガマの油」「ディア・ドクター」「なくもんか」）
- 第33回日本アカデミー賞新人俳優賞 - 榮倉奈々[3]

### ロケ地
- 世田谷区三軒茶屋
- 横浜・八景島シーパラダイス
- セントグレース大聖堂
- 三浦市菊名海岸
- 千葉市立海浜病院
- つくば国際会議場
- 屋久島
- 焼肉牛王

## 舞台
東京 2010年（平成22年）6月15日-6月27日　大阪 7月2日-7月4日

### キャスト（舞台）
- 長島千恵： 貫地谷しほり
- 赤須太郎： 渡部豪太
- 赤須敏郎： 天宮良
- 記者： 大根田良樹

### スタッフ（舞台）
- 脚本・演出：鈴木勝秀
- 音楽：横川理彦